# Аяс (Кілікія)
Аяс або Айас (тур. Ayas, вірм. Այաս, фр. Layas, італ. La Giazza, Laiazzo) — місто-порт на узбережжі Середземного моря в Кілікії, в районі Юмурталик турецькогої провінції Адана. У середньовіччі — найбільший порт вірменського Кілікійського царства та один з центрів міжнародної торгівлі. В ці часи місто було відоме як «Золотий порт Вірменії» або «Золотий порт багатьох кораблів».

## Історія

### Античність
У давнину мав назву Егея (грец. Αἰγέαι, Αἰγαὶ, лат. Aigai, Aegeae). Через економічну та стратегічну значимість міста за нього боролись Візантія, Рим, Парфія, Вірменія. Для Юлія Цезаря це було місцем стратегічної важливості для проникнення до Сирії, як і для пізньої Римської імперії в боротьбі проти парфян. За часів правління імператора Нумеріана (283–284) там зазнав мучеництва святий Фалалей. Егея, імовірно, була також рідним містом святих Косми та Даміана (IV століття).

### Середньовіччя

Кілікійська Вірменія у XIII столітті

У середньовіччі місто було відоме під італійською назвою Лаяццо (італ. Lajazzo). Лаяццо мав найважливіше значення для зростання та розширення Кілікійського царства. Майже весь бюджет Кілікії складали прибутки з Лаяццо. Через порт проходили такі товари як коштовності, вовна, шкіра, метали різного роду, озброєння, екзотичні спеції тощо. В Лаяццо були чудові майстри, які створювали розкішні прикраси. Там вели торгівлю купці з Іспанії, Франції, Англії, Персії, Індії, Китаю, Аравії, але найважливішу роль відігравали італійці — представники Генуї, Венеції і Пізи. Багато хто з генуезьких та венеційських торгівців закріпились у комерційних районах Лаяццо. За короля Левона II (1199–1219) вийшов закон, за яким італійці могли мати власні ринки, сповідувати свою релігію та мати власний суд.
Охорона й захист порту були первинною метою царів Кілікії з династій Рубенідів, Хетумідів та Лузіньянів. Падіння Антіохії (1268) та Акри (1291) збільшили важливість Лаяццо як центру міжнародної торгівлі.

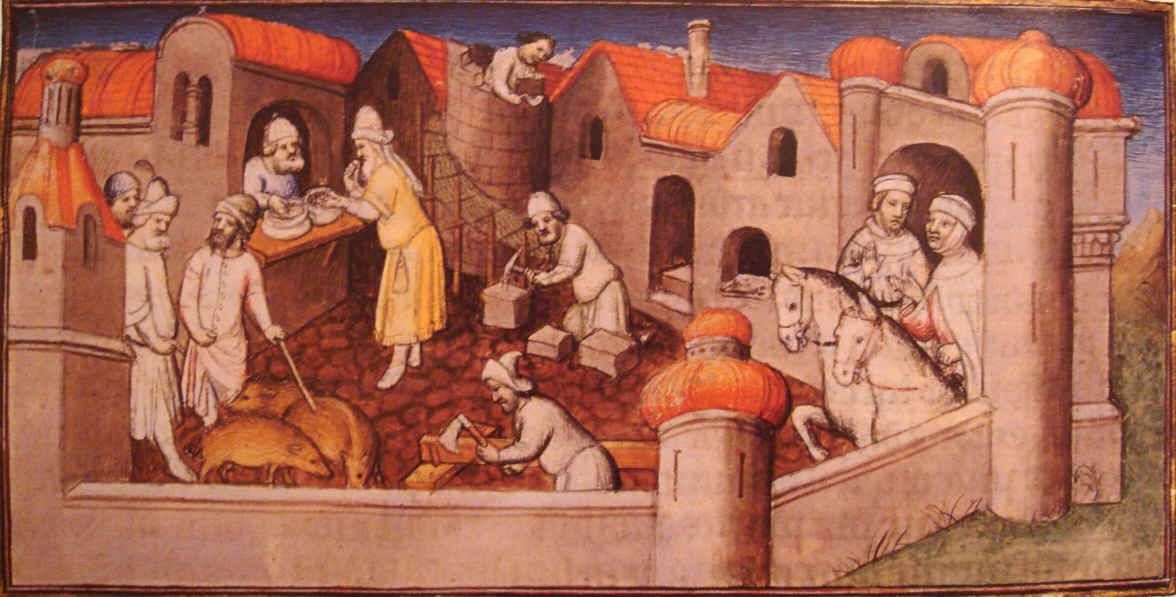
Прибуття братів Поло до Айаса, ілюстрація з книги Le Livre des Merveille (XV ст.)

1271 року венеційські купці Ніколо, Матео та Марко Поло відбули з Лаяццо через Сівас до Мосула, а далі через Персію та Середню Азію — в Китай. За словами Марко, в Лаяццо можна було придбати будь-який вид спецій, шовкової тканини та інших товарів із Середньої Азії та Далекого Сходу. Важливий торговий маршрут на знаменитому Шовковому шляху пов'язував Лаяццо з Тебризом. Звідти надходили спеції (гвоздика, мускатний горіх, імбир та кориця), коштовне каміння (передусім бірюза та рубіни), перли, ляпіс-лазур, каспійський шовк, бурштин, коштовні тканини тощо.
1275 року Айас відбив атаку єгипетських мамлюків. 1289 року за угодою з царем Гайтоном II ділянку в айяській гавані отримав генуезький адмірал Бенедетто Дзаккарія. За деякий час поблизу Айяса виникла друга генуезька морська база Портус-Палорум. 1294 року біля Лаяццо відбулась морська битва між генуезцями та венеційцями, в якій Генуя здобула перемогу. Деякі вчені вважають, що Марко Поло потрапив у полон саме в цій битві.

### Падіння міста
Упродовж XIII та XIV століть Лаяццо кілька разів переходило від вірменів до мусульман. Через те, що Лаяццо конкурував із портом в Александрії, мамлюки кілька разів атакували місто. 1337 року султан Мухаммед ан-Насір захопив Лаяццо, але потім повернув його відповідно до мирної угоди. Зрештою, 25 травня 1347 року мамелюки остаточно захопили місто та зруйнували його.